# Kyll
De Kyll is een zijrivier van de Moezel, en is tevens met zijn 142 km de langste stroom in het Eifelgebied. De rivier ontspringt nabij de Belgische grens en stroomt van hieruit verder door de districten Euskirchen, Vulkaneifel, Bitburg-Prüm en Trier-Saarburg. In Ehrang, het noordelijkste district van de stad Trier, mondt de rivier uit in de Moezel.
Aan de Duits-Belgische grens in Losheimergraben in het Zitterwald ontspringt de rivier uit drie beken. De bron van een van deze beekjes bevindt zich in het Belgische deel van het dorp in de kelder van het "Hotel Schröder". Van hieruit stroomt de rivier van west naar oost, en vormt na enkele kilometers het obere Kylltal, de natuurlijke grens tussen het Zitterwald en het zuidelijk gelegen gebied van de Sneeuweifel. Ten westen van Kronenburg stroomt de Kyll in een stuwmeer. Vanaf Stadtkyll loopt de rivier in zuidelijke richting. Bij Gerolstein stroomt de rivier door een uitloper van de Vulkaan-Eifel. De rivier mondt nabij Trier uit in de Moezel.

## Naam
De naam Kyll stamt van het Keltische woord voor "beek" -"gilum"- af. In de middeleeuwen sprak men van "Kila".

## Plaatsen aan de Kyll
| - Kronenburg - Stadtkyll - Jünkerath - Lissendorf - Birgel - Oberbettingen - Dohm - Bewingen - Rockeskyll - Pelm - Gerolstein | - Birresborn - Mürlenbach - Densborn - Kyllburg - Malberg - Bitburg-Erdorf - Hüttingen - Philippsheim - Auw an der Kyll - Kordel - Ehrang - Sankt Thomas |